# Marianne Mareschal
Pour les articles homonymes, voir Mareschal.
Marianne Mareschal (née en 1945 en Belgique-11 juillet 1995) est une géophysicienne, formée plus particulièrement dans les domaines du champ magnétique terrestre, de la magnétosphère et des interactions électromagnétiques entre le soleil et les planètes.
Marianne Mareschal fut aussi une pionnière dans l'utilisation de méthodes électromagnétiques dans l'exploration minière en particulier en Abitibi-Témiscamingue, le bassin de minerais québécois.  Elle a participé, entre autres, au projet Lithoprobe, un vaste projet d'étude de la lithosphère canadienne dont le but est de connaître l'origine et l'évolution de la croûte terrestre sur ses 100 premiers kilomètres. Marianne Mareschal, l'une des rares géophysiciennes à travailler sur le terrain, menait, dans le cadre de ses dernières années de recherche, des expériences combinant relevés sismiques et électromagnétiques pour l'étude des racines carboniques. Elle jouissait d'une réputation internationale comme en témoignent les fréquentes invitations à prononcer des conférences en Afrique, en Europe et aux États-Unis. Elle a reçu plusieurs prix en reconnaissance de ses travaux.

## Biographie
Marianne Mareschal est née en Belgique en 1945. En 1968, elle obtient l’agrégation de physique de l'Université libre de Bruxelles. Elle enseigne d'abord les mathématiques et la physique dans un lycée, en Belgique. En 1972, elle obtient un diplôme en géophysique de l'Université de Paris. La même année, avec son époux, lui-même géophysicien, et leurs trois enfants, elle part à la conquête de l'Amérique. Elle décroche en 1975 son doctorat en géophysique au Texas A & M University, doctorat qu’elle complète par des études post-doctorales à l'Université de Toronto.  Elle poursuit sa route à Ottawa où elle obtient un poste de recherche à l'Institut Hertzberg d'astrophysique. C’est alors qu’elle se sépare de son époux et que son frère décède, laissant une petite fille que Marianne Mareschal prend en charge, se retrouvant seule responsable de l'éducation de quatre enfants.
En 1980, elle obtient un poste de chercheuse à l'Université d'Alberta, à Edmonton. Elle travaille au sein d'un groupe d'études en archéomagnétisme, ce qui l’amène à sillonner différents sites archéologiques d’Europe, notamment en Italie et en Grèce.

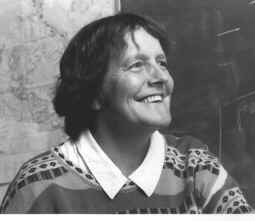

Puis elle s'installe à Montpellier, en France en 1982 et, jusqu’en 1986, elle partage son temps entre l'enseignement et la recherche au Centre de géologie et de physique de l'Université de Montpellier et la traduction pour boucler les fins de mois. En 1987, elle retourne enfin au Canada pour occuper un poste de chercheuse à l'Institut de recherche minérale de l'École polytechnique de Montréal. Puis, en 1989, elle y devient professeure, poste qu’elle occupe jusqu’à son décès en 1995, à l'âge de 49 ans. Elle faisait partie du comité organisateur de la conférence sur le Précambrien tenue à Montréal en 1995. Une dédicace lui est adressée dans le volume contenant le programme et les résumés de la conférence.

## Publications (liste non exhaustive)
- Ping Zhang, Michel Chouteau, Marianne Mareschal, Ron Kurtz, Claude Hubert, “High-frequency magnetotelluric investigation of crustal structure in north-central Abitibi, Quebec”, Canada Geophysical Journal International, Volume 120, Issue 2, First Page 406 (1995).
- Ping Zhang, Laust B. Pedersen, Marianne Mareschal, Michel Chouteau, “Channeling contribution to tipper vectors: a magnetic equivalent to electrical distortion,” Geophysical Journal International Volume 113 Issue 3, Pages 693 – 700 (1993).
- M.E. Evans and M. Mareschal, “An archeomagnetic example of polyphase magnetization,” J. Geomagn. Geoelectr. 38 (1986), p. 923–929.
- M.E. Evans and M. Mareschal, “Secular variation and magnetic dating of fired structures in southern Italy”. In: Y. Maniatis, Editor, Proceedings of the 25th International Symposium on Archaeometry Elsevier (1989), p. 59–68.
- Erick Adam, Bernd Milkereit, and Marianne Mareschal, “Seismic reflection and borehole geophysical investigations in the Matagami mining camp,” Revue canadienne des sciences de la Terre 35 6, 686-695  (June 1998)[1]
- Alan G. Jones, Richard C. Bailey, Marianne Mareschal, “High-Resolution Electromagnetic Images of Conducting Zones in an Upthrust Crustal Block,” Geophysical Research Letters, 21, NO. 17, 1807–1810 (1994).
- Erick Adam, Bernd Milkereit, Marianne Mareschal, Barnes, A., Hubert, C., and Salisbury, M. “The application of reflection seismology to the investigation of the geometry of near-surface units and faults in the Blake River Group, Abitibi Belt, Quebec.” Canadian Journal of Earth Sciences, 29: 2038–2045 (1992).
- Marianne Mareschal, William S. Fyfe, John Percival, and Tammy Chan “Grain-boundary graphite in Kapuskasing gneisses and implications for lower-crustal conductivity,” Nature 357, 674 - 676 (25 June 1992)[2]

## Chaire Marianne-Mareschal
La Chaire Marianne-Mareschal  a été fondée en 1998 par un groupe de professeures de l’École Polytechnique de Montréal afin de donner de la science, et plus particulièrement du génie, une image attrayante pour toutes les filles et les femmes, quel que soit leur âge, milieu social et leur origine ethnique. 
Pour ceux et celles qui œuvrent à remplir cette mission, attacher le nom de Marianne Mareschal à cette Chaire est une façon de lui rendre hommage. Ainsi, aujourd’hui encore, tant par l’exemple de son activité professionnelle que par son expérience de vie personnelle, Marianne Mareschal contribue à susciter enthousiasme et motivation chez les jeunes filles.

## Fondation Marianne-Mareschal
Le nom de Marianne Mareschal est aussi attaché à une fondation dont le but est d’offrir une bourse d'études en géophysique à l'École polytechnique de Montréal.